# Медаль «В честь заслуженному солдату»
Медаль «В честь заслуженному солдату» — медаль Российской империи, которой награждались отставные солдаты, продолжившие службу в 1806—1807 году и отслужившие не менее 6 лет.

## Основные сведения
Медаль «В честь заслуженному солдату» была учреждена Александром I по положению от 31 октября 1806 года и по указу «О приглашении отставных нижних воинских чинов на службу», направленному министру внутренних дел В. П. Кочубею, от 5 февраля 1807 года. В этих же указах была учреждена медаль «За усердие к службе». Целью учреждения данных наград было поощрение вторично призываемых на службу солдат, ввиду большой потребности империи в рекрутах в период наполеоновских войн после разгромов союзных войск под Аустерлицем.

## Порядок награждения
Согласно указу, награждались солдаты, вышедшие в отставку, и вновь поступившие на службу в армию в 1806—1807 годах и прослужившие затем по крайней мере шесть лет и более. Известно, что к 1810 году прослужили три года и остались ещё на три года службы около 70 вторично призванных военнослужащих. Образец медали был утверждён императором с большим опозданием, только в 1817 году. Выдача наград производилась в 1817—1825 годах. Всего было не более 30 награждений. Помимо медали, награждённые получали чин унтер-офицера, если его не имели, а также полное солдатское жалованье на всё время пенсии.

## Описание медали
Медали были сделаны из серебра(тем, кто повторно прослужил 6 лет) и золота(тем, кто вернулся на службу дополнительно ещё на 10 лет). Диаметр 17,5 мм. Гурт гладкий. На лицевой стороне медали изображена группа, состоящая из кивера, знамени, щита и меча. Справа от изображения подпись медальера — А. На оборотной стороне медали горизонтальная надпись в четыре строки:
ВЪ
ЧЕСТЬ ЗА-
СЛУЖЕННОМУ
СОЛДАТУ.
Под обрезом надписи дата «1806.».
Медали чеканили на Санкт-Петербургском монетном дворе, в период 1817—1825 годов.

## Порядок ношения
Медаль имела ушко для крепления к ленте. Носить медаль следовало в петлице (на груди). Лента медали — Андреевская.

## Изображения медали
Бронзовая медаль